# Elegante papirusa
Elegante papirusa es un tango compuesto por el violinista Tito Roccatagliata que fue grabado el 21 de julio de 1922 por la orquesta de Osvaldo Fresedo en sistema acústico y posteriormente le agregó una letra Sandalio Gómez.

## Los autores
Tito Roccatagliata ( Buenos Aires, Argentina, 30 de enero de 1891 – ibídem, 7 de octubre de 1925, cuyo nombre de nacimiento es David Roccatagliata, fue un violinista y compositor que se dedicó al género del tango. Actuó junto a figuras fundamentales de la creación del género, como por ejemplo Roberto Firpo y Eduardo Arolas, y fue seleccionado para integrar la mítica Orquesta Típica Select con la que hizo las primeras grabaciones que fueron el lanzamiento del sello Víctor en el tango. Néstor Pinsón opina:

”No fue un puntal del tango, ni dejó mucha obra, su título más importante es sin duda, Elegante papirusa. Pero las crónicas de su época lo muestran como un eximio violinista.

Del autor de la letra Sandalio Gómez solo se sabe, además de que escribió esta letra, que usó el seudónimo de Carlos Gómez.

## El nombre de la obra
Papirusa es una palabra lunfarda que significa hermosa y, por extensión, mujer bonita. Supone un cruce entre papusa –mujer, en  lunfardo- y el vocablo polaco papjerosi –cigarrillo- una palabra muy oída en boca de las prostitutas de esta nacionalidad. Celedonio Flores usó esta palabra en el tango Corrientes y Esmeralda (1933): "Milonguita, aquella papirusa criolla que Linnig mentó".
El tango fue avanzando en Buenos Aires desde los barrios humildes, a los cabarés de Palermo, los cafetines de la Boca y, a la postre en la década de 1920, a los cabarés y dancing del centro de la ciudad.
Entre estos últimos se encontraba, en la calle Maipú al 300, el cabaré Elysées en el cual  la mayoría de sus bailarinas eran jóvenes muchachas polacas, traídas por las organizaciones que manejaban la trata de mujeres, que habrían sido allá por fines de la década de 1910 las primeras en fumar en público; como conocían poco castellano usaban su idioma al nombrar el cigarrillo dando origen a papirusa.Tito Roccatagliata trabajó en varias oportunidades en ese local y le dedicó su tango a una de esas esbeltas muchachas polacas.

## Grabaciones
Entre las grabaciones de este tango se encuentran, además de la inicial de Osvaldo Fresedo, las instrumentales de la orquesta de Miguel Caló del 27 de diciembre de 1943 para Odeon con el nombre censurado de Elegante porteñita, el 27 de julio de 1956 lo registró, ya con el verdadero nombre, Enrique Mario Francini con su orquesta y el 11 de febrero de 1966 lo vuelve a grabar Miguel Caló, esta vez con sonido estereofónico de alta fidelidad. También lo grabaron con sus orquestas Osvaldo Pugliese el 18 de junio de 1986 en Odeon, Atilio Stampone, Juan D'Arienzo (1970), Héctor Varela, Edgardo Donato, la Orquesta Típica Sans Souci y Francisco Canaro, en versión cantada por Ernesto Famá (1941).